# Ai Cập
Ai Cập (tiếng Ả Rập: مِصر Miṣr, tiếng Ả Rập Ai Cập: مَصر Maṣr, tiếng Copt: Ⲭⲏⲙⲓ Khēmi), quốc hiệu là Cộng hòa Ả Rập Ai Cập, là một quốc gia liên lục địa có phần lớn lãnh thổ tại Bắc Phi, cùng với bán đảo Sinai thuộc Tây Á. Ai Cập giáp Địa Trung Hải, có biên giới với Dải Gaza và Israel về phía đông bắc, giáp vịnh Aqaba về phía đông, biển Đỏ về phía đông và nam, Sudan về phía nam, và Libya về phía tây. Ngoài ra, Ai Cập có biên giới hàng hải với Jordan và Ả Rập Xê Út qua vịnh Aqaba và biển Đỏ.
Trong số các quốc gia hiện tại, Ai Cập có lịch sử vào hàng lâu đời nhất, là một trong các quốc gia đầu tiên trên thế giới vào thiên niên kỷ 10 TCN và đã trải qua một số bước phát triển sớm nhất về chữ viết, nông nghiệp, đô thị hoá, tôn giáo có tổ chức và chính phủ trung ương. Di sản văn hoá phong phú của Ai Cập là bộ phận của bản sắc dân tộc, từng phải chịu ảnh hưởng mà đôi khi là đồng hoá từ bên ngoài như Hy Lạp, Ba Tư, La Mã, Ả Rập, Ottoman, và châu Âu như Anh, Pháp. Ai Cập từng là một trong các trung tâm ban đầu của Kitô giáo, song trải qua Hồi giáo hoá trong thế kỷ 7 và từ đó duy trì là một quốc gia Hồi giáo, song Kitô giáo vẫn chiếm một phần đáng kể ở quốc gia này.
Ai Cập có trên 100 triệu dân, là quốc gia đông dân nhất tại Bắc Phi và thế giới Ả Rập, là quốc gia đông dân thứ ba tại châu Phi và thứ 14 trên thế giới. Đại đa số cư dân sống gần bờ sông Nin, trong một khu vực có diện tích khoảng 40.000 km², là nơi duy nhất có đất canh tác. Các khu vực rộng lớn thuộc sa mạc Sahara chiếm hầu hết lãnh thổ Ai Cập, song có cư dân thưa thớt. Khoảng một nửa cư dân Ai Cập sống tại khu vực thành thị, các trung tâm dân cư đông đúc là vùng đô thị Cairo, Alexandria và các thành phố lớn khác tại đồng bằng châu thổ sông Nin.

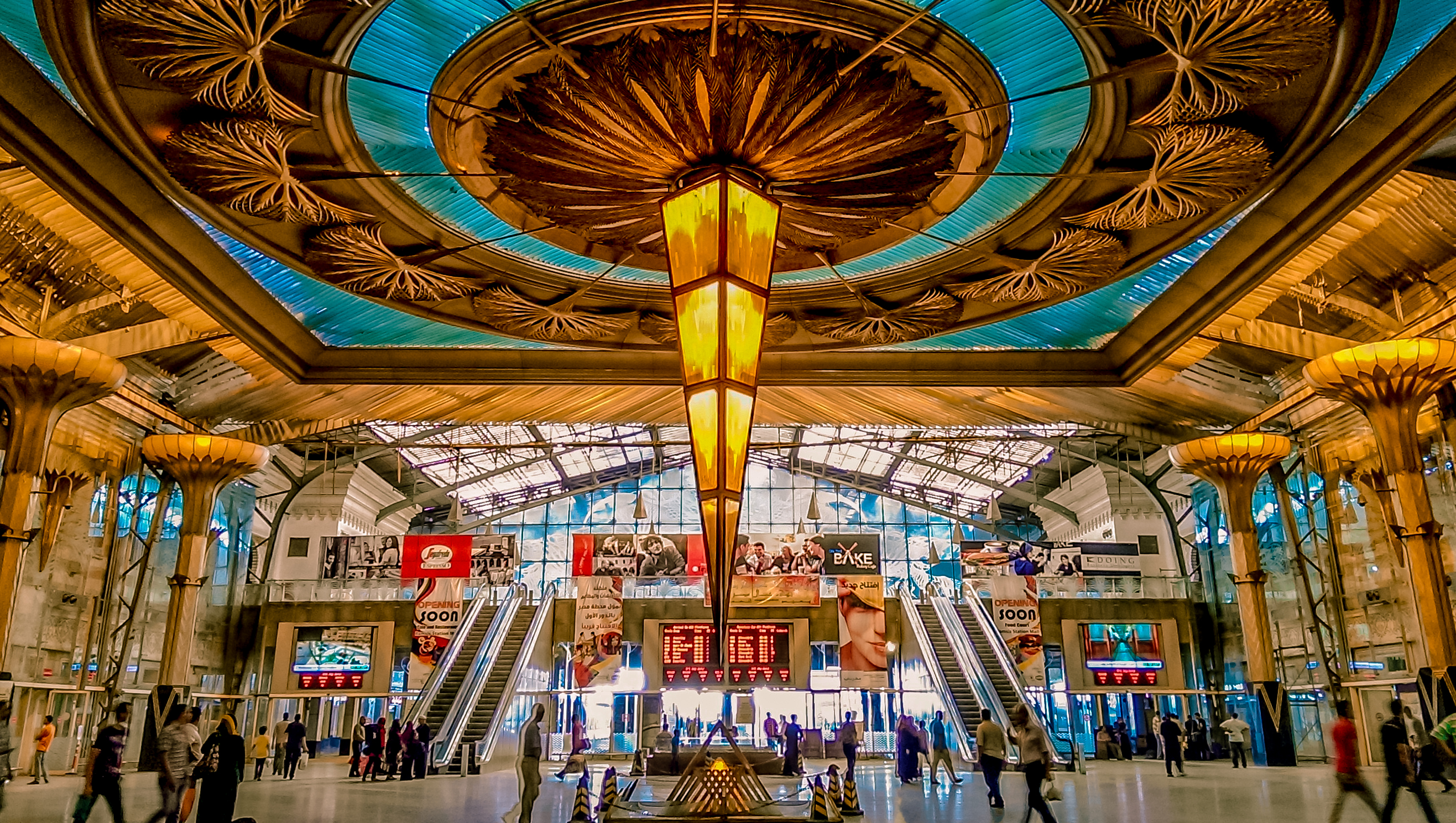

Ai Cập hiện đại được nhận định là một cường quốc khu vực và cường quốc bậc trung, có ảnh hưởng đáng kể về văn hoá, chính trị và quân sự tại Bắc Phi, Trung Đông và thế giới Hồi giáo. Kinh tế Ai Cập nằm vào hàng lớn nhất và đa dạng nhất tại Trung Đông, và theo dự kiến sẽ nằm trong số các nền kinh tế lớn nhất thế giới trong thế kỷ XXI. Ai Cập là một thành viên của Liên Hợp Quốc, Phong trào không liên kết, Liên đoàn Ả Rập, Liên minh châu Phi, và Tổ chức Hợp tác Hồi giáo.

## Tên gọi
Tên gọi của Ai Cập trong tiếng Việt bắt nguồn từ tiếng Trung. Trong tiếng Anh, quốc gia này được gọi "Egypt", bắt nguồn từ tên tiếng Hy Lạp cổ đại "Aígyptos" (IPA: [ˈe.ʝip.tos]). Bằng tiếng Trung, tên "Aígyptos" của tiếng Hy Lạp được phiên âm thành "Āi jí", và viết bằng chữ Hán là "埃及". Trong các tài liệu Kinh thánh bằng tiếng Việt thì Ai Cập được phiên âm là Ê-díp-tô (phiên âm thẳng từ phát âm tiếng Hy Lạp).
| km | m | t · niwt |

| km | m | t · niwt |

Miṣr là quốc hiệu chính thức theo tiếng Ả Rập của Ai Cập hiện đại, nó có gốc ngôn ngữ Semit, cùng gốc trực tiếp với tiếng Hebrew מִצְרַיִם (Mitzráyim), có nghĩa là "hai đoạn thẳng" và cũng có thể có nghĩa là "một đất nước" hay "một quốc gia".
Tên cổ của nước này là kemet, hay "miền đất đen," xuất phát từ lớp đất phù sa lắng đọng màu mỡ màu đen do những trận lụt của sông Nin đem đến, khác biệt so với 'miền đất đỏ' (deshret) của sa mạc. Ở giai đoạn sau, cái tên này trở thành keme trong tiếng Copt. Tên Egypt theo tiếng Anh bắt nguồn từ từ Aegyptus trong tiếng Latin và xuất phát từ Αίγυπτος (Aiguptos) trong tiếng Hy Lạp cổ. Từ này có thể lại có nguồn gốc từ câu ḥwt-k3-ptḥ ("Hwt ka Ptah") trong tiếng Ai Cập cổ có nghĩa là "ngôi nhà Ka của Ptah," tên của một ngôi đền thánh Ptah tại Memphis (Ai Cập).

## Lịch sử
Tồn tại bằng chứng về thuật khắc đá dọc theo thềm sông Nin và tại các ốc đảo sa mạc. Trong thiên niên kỷ 10 TCN, nền văn hoá săn bắn-hái lượm và đánh cá bị thay thế bằng nền văn hoá xay hạt lương thực. Biến đổi khí hậu hoặc chăn thả quá độ vào khoảng năm 8.000 TCN bắt đầu làm khô hạn đất đồng cỏ chăn nuôi của Ai Cập, hình thành sa mạc Sahara. Các bộ lạc ban đầu này di cư đến gần sông Nin, tại đó họ phát triển một nền kinh tế nông nghiệp định cư và xã hội tập trung hơn.
Đến khoảng năm 6000 TCN, một nền văn hoá đồ đá mới bén rễ tại thung lũng sông Nin. Trong thời kỳ đồ đá mới, một số nền văn hoá tiền triều đại phát triển độc lập tại Thượng và Hạ Ai Cập. Văn hoá Badari và kế thừa nó là văn hoá Naqada thường được cho là các tiền thân của Ai Cập thời các vương triều. Di chỉ Hạ Ai Cập có niên đại sớm nhất được biết đến là Merimda, có niên đại trước văn hoá Badari khoảng bảy trăm năm. Các cộng đồng Hạ Ai Cập đương thời cùng tồn tại với các đối tác ở phía nam trong hơn hai nghìn năm, duy trì khác biệt về văn hoá song vẫn thường xuyên giao lưu thông qua mậu dịch. Bằng chứng có niên đại sớm nhất được biết đến về các bản khắc tượng hình Ai Cập xuất hiện trên các bình gốm Naqada III thuộc giai đoạn tiền triều đại, có niên đại khoảng 3200 TCN.

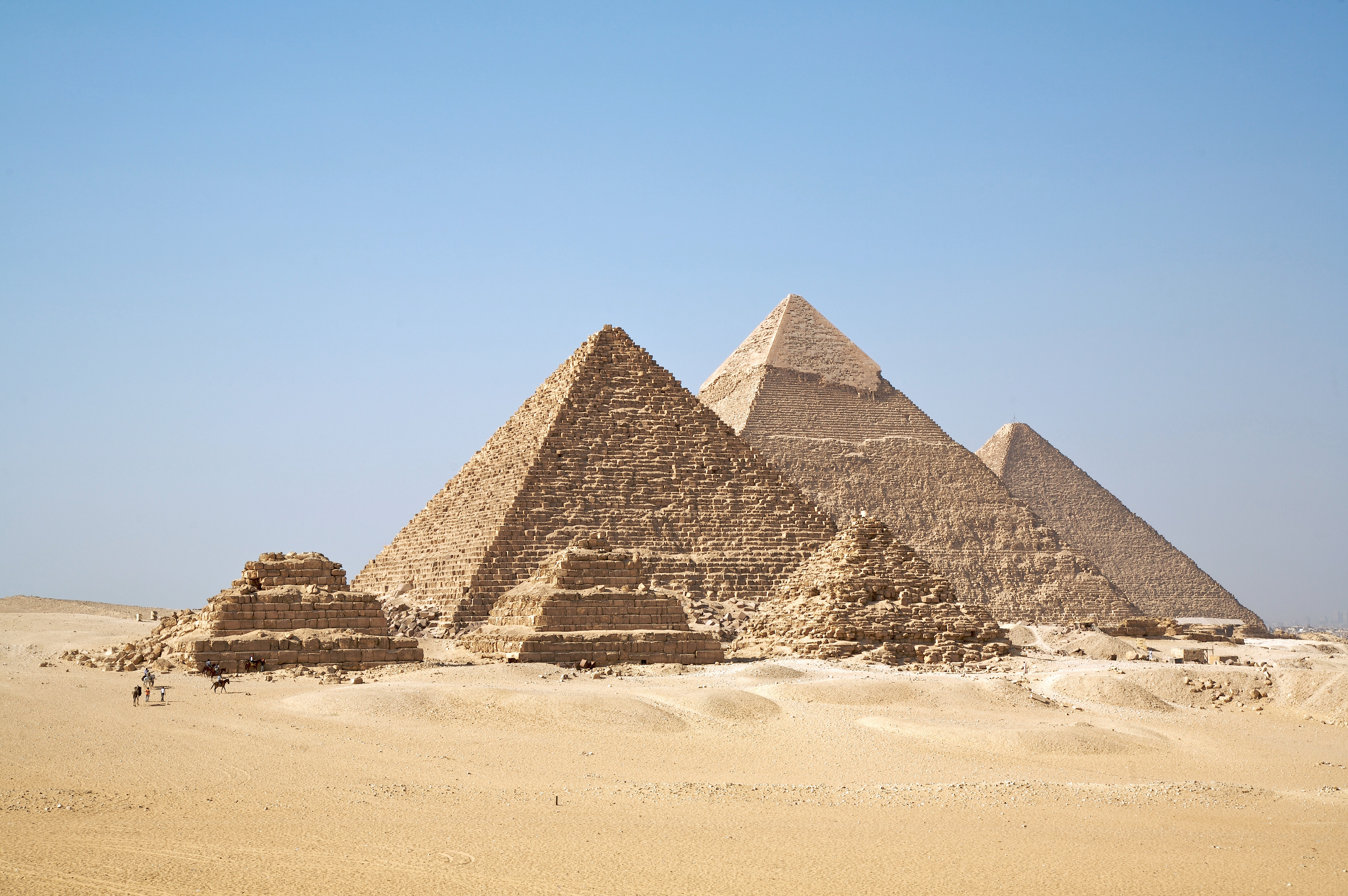
Khu lăng mộ Giza là kỳ quan cổ đại có niên đại sớm nhất, và là kỳ quan cổ đại duy nhất còn tồn tại.

Một vương quốc thống nhất được Quốc vương Menes thành lập vào khoảng năm 3150 TCN, khởi đầu cho một loạt triều đại cai trị Ai Cập trong ba thiên niên kỷ sau đó. Văn hoá Ai Cập phồn thịnh trong giai đoạn kéo dài này và duy trì đặc trưng Ai Cập trong tôn giáo, nghệ thuật, ngôn ngữ và phong tục. Sau hai triều đại đầu tiên của Ai Cập thống nhất là giai đoạn Cổ vương quốc khoảng 2700–2200 TCN, trong giai đoạn này có nhiều kim tự tháp được xây dựng, đáng chú ý nhất là các kim tự tháp Giza.
Giai đoạn Chuyển tiếp lần thứ nhất là một thời gian chấn động chính trị trong khoảng 150 năm. Tuy nhiên, việc các trận lụt của sông Nin mạnh hơn và chính phủ ổn định hoá giúp đem lại phồn thịnh mới cho quốc gia trong giai đoạn Trung vương quốc từ khoảng 2040 TCN, đạt đến đỉnh cao dưới thời trị vì của Pharaon Amenemhat III. Một giai đoạn bất hoà thứ nhì báo hiệu xuất hiện triều đại gốc ngoại quốc đầu tiên của Ai Cập, đó là người Hyksos gốc Tây Á. Những kẻ xâm lược Hyksos chiếm phần lớn Hạ Ai Cập vào khoảng 1650 TCN và định đô tại Avaris. Một đội quân Thượng Ai Cập dưới quyền Ahmose I đẩy lui người Hyksos, và lập ra vương triều thứ mười tám và dời đô từ Memphis đến Thebes.
Giai đoạn Tân vương quốc khoảng 1550–1070 TCN bắt đầu từ vương triều thứ mười tám, trong giai đoạn này Ai Cập vươn lên thành một cường quốc quốc tế, bành trướng đến cực độ thành một đế quốc có lãnh thổ xa về phía nam đến Tombos tại Nubia, và bao gồm bộ phận của Levant tại phía đông. Giai đoạn này có một số vị Pharaon nổi tiếng như Hatshepsut, Thutmose III, Akhenaten cùng vợ là Nefertiti, Tutankhamun và Ramesses II. Biểu hiện được chứng thực lịch sử đầu tiên về thuyết độc thần là từ giai đoạn này, với cải cách Aten. Tiếp xúc thường xuyên với các quốc gia khác giúp đưa các tư tưởng mới đến Ai Cập. Sau đó, Ai Cập lần lượt bị người Libya, người Nubia, và người Assyria xâm chiếm và chinh phục, song người Ai Cập bản địa cuối cùng đẩy lui được họ và giành lại quyền kiểm soát quốc gia.
Năm 525 TCN, quân Achaemenes Ba Tư dưới quyền Quốc vương Cambyses II bắt đầu tiến hành chinh phục Ai Cập, cuối cùng bắt được Pharaon Psamtik III. Cambyses II lấy tước hiệu là pharaoh, song cai trì Ai Cập từ quê hương mình tại Ba Tư, cho một satrap (thống đốc) quản lý Ai Cập. Giai đoạn vương triều thứ 27 kéo dài từ năm 525 TCN đến năm 402 TCN do Ba Tư cai trị hoàn toàn. Một vài cuộc khởi nghĩa thành công tạm thời chống Ba Tư diễn ra trong thế kỷ V TCN, song chưa từng lật đổ lâu dài người Ba Tư. Vương triều thứ 30 là vương triều bản địa cuối cùng trong kỷ nguyên pharaon. Họ thất thủ trước người Ba Tư vào năm 343 TCN sau khi Nectanebo II chiến bại. Tuy nhiên vương triều thứ 31 không kéo dài do người Ba Tư bị Alexandros Đại đế lật đổ vài thập niên sau đó. Một tướng quân người Hy Lạp Macedonia của Alexandros là Ptolemaios I Soter lập ra vương triều Ptolemaios.

### Ai Cập Ptolemaios và La Mã

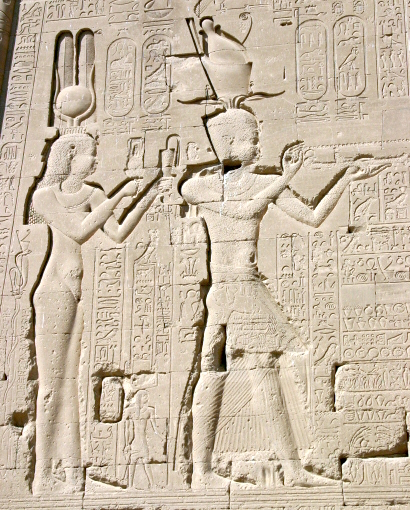
Vương hậu Cleopatra VII cùng con trai của bà với Julius Caesar là Caesarion, trong Đền Dendera.

Vương quốc Ptolemaios là một nhà nước Hy Lạp hoá hùng mạnh, kéo dài đến miền nam Syria ngày nay tại phía đông, đến Cyrene tại phía tây, và phía nam đến biên giới với Nubia. Alexandria trở thành thành phố thủ đô và một trung tâm của văn hoá và mậu dịch Hy Lạp. Để được dân chúng Ai Cập bản địa công nhận, các quân chủ gốc Hy Lạp nhìn nhận bản thân là người kế thừa của các pharaon. Các quân chủ Ptolemaios cuối cùng tuân theo truyền thống Ai Cập, phác hoạ bản thân trên các công trình kỷ niệm công cộng theo phong cách và trang phục Ai Cập, và tham gia sinh hoạt tôn giáo Ai Cập.
Vị quân chủ cuối cùng của dòng Ptolemaios là Cleopatra VII, bà tự tử cùng tình nhân của mình là Mark Antony sau khi Octavianus chiếm được Alexandria và đội quân đánh thuê của bà chạy trốn. Vương triều Ptolemaios phải đối diện với các cuộc khởi nghĩa của người Ai Cập bản địa, nguyên nhân thường là vì chính thể này không được lòng dân và tham dự nhiều cuộc chiến bên ngoài lẫn bên trong khiến quốc lực suy thoái, kết quả bị La Mã sáp nhập. Tuy thế, văn hoá Hy Lạp hoá tiếp tục thịnh vượng tại Ai Cập ngay cả sau khi người Hồi giáo chinh phục nơi đây.
Thánh sử Mark đưa Kitô giáo đến Ai Cập vào thế kỷ I. Thời gian cai trị của Diocletianus (từ 284 đến 305) đánh dấu chuyển tiếp từ thời kỳ La Mã sang Đông La Mã (Byzantine) tại Ai Cập, khi một lượng lớn người Kitô giáo Ai Cập bị ngược đãi. Tân Ước được dịch sang tiếng Ai Cập. Sau Công đồng Chalcedon vào năm 451, một giáo hội Copt Ai Cập riêng biệt được thành lập vững chắc.

### Trung đại
Đông La Mã giành lại quyền kiểm soát Ai Cập sau một cuộc xâm chiếm ngắn ngủi của Sassanid Ba Tư vào đầu thế kỷ 7, người Ba Tư đặt Ai Cập làm một tỉnh được 10 năm (619–629). Đến năm 639–42, Ai Cập bị người Ả Rập Hồi giáo xâm chiếm và chinh phục. Khi người Ả Rập đánh bại quân đội của Đông La Mã tại Ai Cập, họ mang theo Hồi giáo Sunni đến đây. Vào lúc ban đầu trong giai đoạn này, người Ai Cập bắt đầu hoà trộn đức tin mới với các niềm tin và hành lễ bản địa, dẫn đến nhiều trật tự Sufi phát triển cho đến nay. Những lễ nghi này trước đó đã tồn tại qua thời kỳ Kitô giáo Copt.
Các đế quốc Hồi giáo bổ nhiệm những người Hồi giáo cai trị Ai Cập trong sáu trăm năm sau đó, Cairo từng là thủ đô của Đế quốc Hồi giáo Fatima. Đến khi Vương triều Ayyub của người Kurd kết thúc, một tầng lớp quân sự người Turk-Circassia gọi là Mamluk nắm quyền kiểm soát Ai Cập vào khoảng năm 1250. Đến cuối thế kỷ XIII, Ai Cập có liên hệ với khu vực biển Đỏ, Ấn Độ, Mã Lai và Đông Ấn. Cái chết Đen vào giữa thế kỷ XIV khiến cho khoảng 40% dân số Ai Cập thiệt mạng.

### Thời kỳ Ottoman (1517–1867)
Người Thổ Ottoman chinh phục Ai Cập vào năm 1517, lãnh thổ này sau đó trở thành một tỉnh của Đế quốc Ottoman. Quân sự hoá mang tính phòng thủ đã tàn phá các thể chế xã hội dân sự và kinh tế của Ai Cập. Hệ thống kinh tế suy yếu kết hợp với tác động của dịch bệnh khiến Ai Cập dễ bị ngoại bang xâm chiếm. Các thương nhân Bồ Đào Nha tiếp quản ngành mậu dịch. Từ năm 1687 đến năm 1731, Ai Cập trải qua sáu nạn đói. Nạn đói năm 1784 khiến cho khoảng một phần sáu dân số thiệt mạng.
Ai Cập luôn là một tỉnh khó quản lý đối với Ottoman, một phần là do tầng lớp Mamluk duy trì được quyền lực và ảnh hưởng. Ai Cập duy trì là bộ phận bán tự trị dưới quyền tầng lớp Mamluk cho đến khi quân Pháp của Napoléon Bonaparte tiến hành xâm chiếm vào năm 1798. Sau khi người Pháp bị người Anh đánh bại, khoảng trống quyền lực xuất hiện tại Ai Cập, và một cuộc đấu tranh quyền lực ba bên bùng phát giữa người Thổ Ottoman, người Mamluk Ai Cập, và các thương gia Albania phục vụ cho Ottoman.

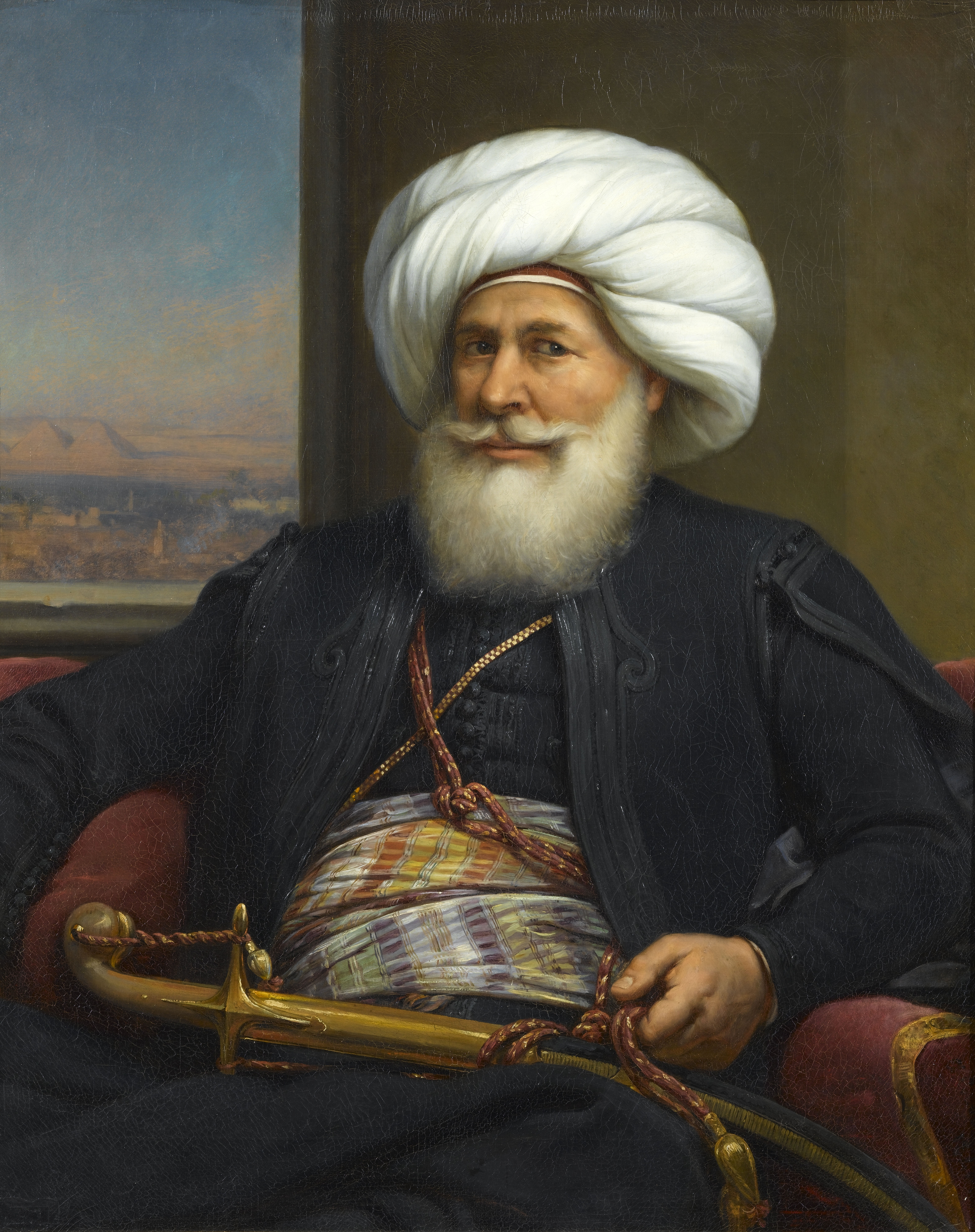
Muhammad Ali là người sáng lập Vương triều Muhammad Ali và là Khedive đầu tiên của Ai Cập và Sudan.

Đến năm 1805, một chỉ huy quân sự người Albania của quân đội Ottoman tại Ai Cập là Muhammad Ali Pasha đoạt được quyền lực. Ông mang tước hiệu phó vương của Ai Cập, song chỉ lệ thuộc Ottoman trên danh nghĩa. Muhammad Ali tàn sát tầng lớp Mamluk và lập ra một triều đại cai trị Ai Cập cho đến cách mạng năm 1952.
Muhammad Ali sáp nhập miền bắc Sudan (1820–1824), Syria (1833), và bộ phận của bán đảo Ả Rập và Tiểu Á; tuy nhiên đến năm 1841 các cường quốc châu Âu vì lo sợ ông sẽ lật đổ chính Đế quốc Ottoman nên buộc ông trao trả hầu hết lãnh thổ chinh phục được cho Ottoman. Tham vọng quân sự của ông đòi hỏi ông phải hiện đại hoá quốc gia: Ông cho kiến thiết công nghiệp, một hệ thống kênh tưới tiêu và giao thông, cải cách dịch vụ công. Ông dựng nên một nhà nước quân sự với khoảng bốn phần trăm dân chúng phục vụ quân đội, khiến Ai Cập có một vị thế mạnh mẽ trong Ottoman.
Kế vị Muhammad Ali lần lượt là Ibrahim (tháng 9 năm 1848), rồi đến cháu nội Abbas I (tháng 11 năm 1848), rồi đến Said (năm 1854), và Isma'il (năm 1863) là người khuyến khích khoa học và nông nghiệp cũng như cấm chế độ nô lệ tại Ai Cập.

### Châu Âu xâm phạm
Ai Cập dưới thời Vương triều Muhammad Ali trên danh nghĩa là một tỉnh của Ottoman, rồi vị thế của một nhà nước chư hầu tự trị từ năm 1867 đến năm 1914. Ai Cập hợp tác với Pháp xây dựng Kênh đào Suez, công trình hoàn thành vào năm 1869. Việc xây dựng công trình này dẫn đến khoản nợ khổng lồ từ các ngân hàng châu Âu, và khiến quần chúng bất mãn do đặt ra sưu thuế nặng nề. Năm 1875, Ismail buộc phải bán cổ phần của Ai Cập trong kênh đào cho chính phủ Anh. Trong vòng ba năm, điều này dẫn đến các người quản lý kênh đào người Anh và Pháp có vị trí trong nội các Ai Cập, và nắm được thực quyền trong chính phủ do sau lưng họ có quyền lực tài chính của những người giữ trái phiếu. Các yếu tố khác như dịch bệnh, lũ lụt, và chiến tranh khiến kinh tế suy sụp và càng làm tăng độ phụ thuộc của Ai Cập vào nợ nước ngoài.

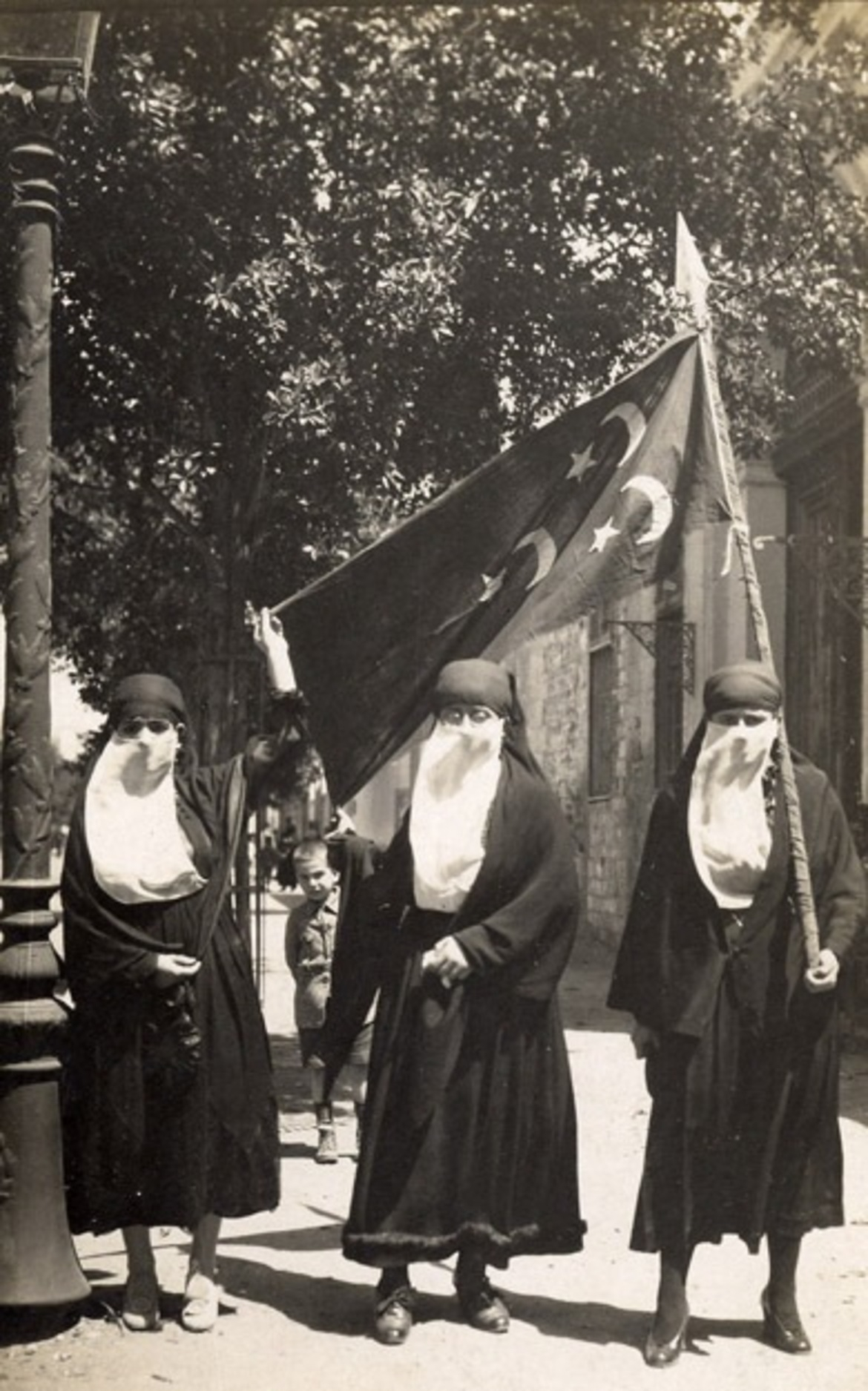
Các nữ giới theo chủ nghĩa dân tộc tuần hành tại Cairo, 1919

Dân chúng địa phương bất mãn với Ismail và với việc châu Âu xâm phạm, kết quả là hình thành các tổ chức dân tộc chủ nghĩa đầu tiên vào năm 1879, trong đó Ahmad Urabi là một nhân vật nổi bật. Lo ngại cho quyền kiểm soát của mình, Anh và Pháp can thiệp quân sự, oanh tạc Alexandria và đánh tan quân đội Ai Cập trong trận Tel El Kebir năm 1882. Họ đưa con trai của Ismail là Tewfik làm bù nhìn của một lãnh thổ do Anh bảo hộ trên thực tế.
Ai Cập duy trì là bộ phận trên pháp lý của Ottoman cho đến năm 1914, khi nơi đây trở thành một lãnh thổ thuộc Anh nhằm phản ứng trước quyết định của Thanh niên Thổ tại Ottoman về việc tham gia Chiến tranh thế giới thứ nhất bên phái Liên minh Trung tâm. Tước hiệu của nguyên thủ quốc gia từ khedive trở thành sultan nhằm cự tuyệt vết tích bá chủ của sultan Ottoman. Abbas II bị phế truất, thay thế là người chú Hussein Kamel.
Sau Thế Chiến, Saad Zaghlul và Đảng Wafd lãnh đạo phong trào dân tộc chủ nghĩa Ai Cập giành đa số ghế trong cơ quan lập pháp địa phương. Người Anh cho lưu đày Zaghlul và các cộng sự sang Malta vào tháng 3 năm 1919, khiến bùng phát cuộc khởi nghĩa hiện đại đầu tiên tại Ai Cập. Cuộc khởi nghĩa khiến chính phủ Anh phải đơn phương ban bố tuyên ngôn độc lập Ai Cập vào ngày 22 tháng 2 năm 1922.
Chính phủ mới soạn thảo và thi hành một hiến pháp vào năm 1923 trên cơ sở hệ thống nghị viện. Saad Zaghlul được bầu làm thủ tướng của Ai Cập vào năm 1924. Đến năm 1936, Hiệp định Anh-Ai Cập được ký kết. Ai Cập liên tục bất ổn do tàn dư ảnh hưởng của Anh và quốc vương gia tăng can thiệp chính trị, dẫn đến giải tán nghị viện trong một cuộc đảo chính quân sự mang tên Cách mạng 1952. Quốc vương Farouk buộc phải thoái vị để cho con là Fuad đăng cơ. Anh hiện diện quân sự tại Ai Cập cho đến năm 1954.

### Cộng hoà (1953–nay)

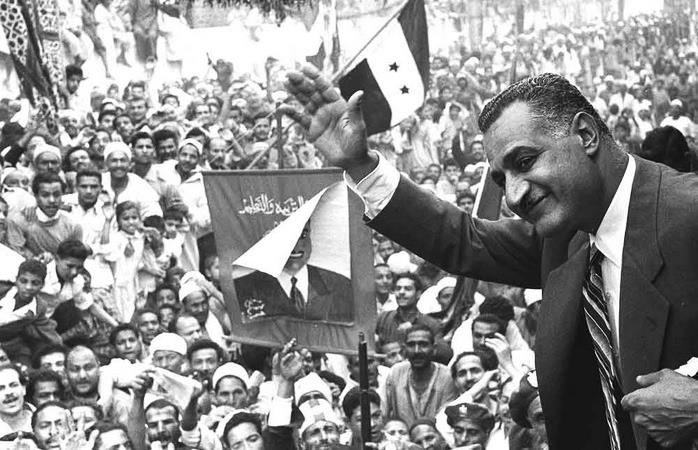
Tổng thống Ai Cập Gamal Abdel Nasser tại Mansoura, 1960

Sau Cách mạng 1952, quyền cai trị Ai Cập sang tay thế lực quân sự. Đến ngày 18 tháng 6 năm 1953, nước Cộng hoà Ai Cập được tuyên bố thành lập, Tướng quân Muhammad Naguib là tổng thống đầu tiên. Naguib bị Gamal Abdel Nasser buộc phải từ chức vào năm 1954, Nasser là một nhân vật theo chủ nghĩa liên Ả Rập và là người gây dựng thực tế phong trào 1952. Nasser trở thành tổng thống vào tháng 6 năm 1956. Sau khi quân Anh hoàn thành rút lui khỏi Khu vực Kênh đào Suez, Nasser cho quốc hữu hoá kênh đào này vào ngày 26 tháng 7 năm 1956, thúc đẩy Khủng hoảng Kênh đào Suez. Năm 1958, Ai Cập và Syria hình thành Cộng hòa Ả Rập Thống nhất, liên minh này kết thúc vào năm 1961 khi Syria ly khai. Trong hầu hết thời gian tồn tại, Cộng hoà Ả Rập Thống nhất còn tham gia một bang liên lỏng lẻo với Bắc Yemen trong Hợp chúng quốc Ả Rập. Năm 1959, Chính phủ Toàn Palestine trên Dải Gaza, một nhà nước lệ thuộc Ai Cập, được sáp nhập vào Cộng hoà Ả Rập Thống nhất với lý do liên minh Ả Rập.
Trong Chiến tranh Sáu ngày năm 1967, Israel tấn công Ai Cập, chiếm đóng bán đảo Sinai và Dải Gaza mà Ai Cập chiếm giữ từ năm 1948. Trong chiến tranh năm 1967, luật tình trạng khẩn cấp được ban hành và có hiệu lực cho đến năm 2012, ngoại trừ 18 tháng vào năm 1980/81.
Trong thời kỳ Nasser nắm quyền diễn ra cải cách và phân phối ruộng đất, phát triển mạnh mẽ trong giáo dục đại học, và chính phủ ủng hộ các ngành công nghiệp quốc gia. Trong thập niên 1960, kinh tế Ai Cập đi từ chậm chạp đến bờ vực sụp đổ, xã hội trở nên ít tự do hơn, và uy tín của Nasser suy giảm đáng kể.
Năm 1970, Tổng thống Nasser từ trần và người kế nhiệm là Anwar Sadat, ông chuyển Ai Cập từ thân Liên Xô sang thân Hoa Kỳ. Ông phát động chính sách cải cách kinh tế Infitah, trong khi kiềm chế thế lực phản đối từ tôn giáo và thế tục. Năm 1973, Ai Cập và Syria phát động Chiến tranh Tháng 10, bất ngờ tấn công Israel nhằm giành lại bán đảo Sinai. Sau đó, Ai Cập lấy lại Sinai để đổi lấy hoà bình với Israel vào năm 1979. Sự kiện gây tranh luận rất lớn trong thế giới Ả Rập, khiến Ai Cập bị trục xuất khỏi Liên đoàn Ả Rập. Năm 1975, Sadat thay đổi các chính sách kinh tế của Nasser và tìm cách giảm các quy định của chính phủ và khuyến khích đầu tư nước ngoài thông qua chương trình Infitah. Chính sách này có các khích lệ như giảm thuế và thuế quan nhập khẩu, giúp thu hút một số nhà đầu tư song chủ yếu tập trung vào các lĩnh vực ít mạo hiểm và sinh lợi như du lịch và xây dựng, khiến ngành công nghiệp non trẻ của Ai Cập bị bỏ rơi. Sadat bị một phần tử Hồi giáo cực đoan ám sát vào năm 1981.
Hosni Mubarak lên nắm quyền sau một cuộc trưng cầu dân ý, trong đó ông là ứng cử viên duy nhất. Hosni Mubarak tái khẳng định quan hệ với Israel song xoa dịu căng thẳng với các láng giềng Ả Rập. Về đối nội, Mubarak đối diện với các vấn đề nghiêm trọng. Mặc dù sản lượng nông nghiệp và công nghiệp gia tăng, song kinh tế không giữ được nhịp độ phát triển do bùng nổ dân số, trong khi nghèo đói và thất nghiệp khiến các gia đình nông thôn đổ xô lên các thành thị như Cairo. Trong thời kỳ Mubarak cai trị, chính trường Ai Cập do Đảng Dân chủ Quốc gia chi phối. Pháp luật hạn chế quyền tự do lập hội và biểu đạt khi áp đặt các quy định mới và hình phạt khắc nghiệt. Do đó, đến cuối thập niên 1990, chính trị nghị viện gần như không còn ý nghĩa và lộ trình thay thế để biểu đạt chính trị cũng bị tước đi. Trong các thập niên 1980, 1990 và 2000, có nhiều vụ tấn công khủng bố tại Ai Cập và có tính chất nghiêm trọng, bắt đầu nhắm đến mục tiêu là Kitô giáo Copt, du khách ngoại quốc và quan chức chính phủ.

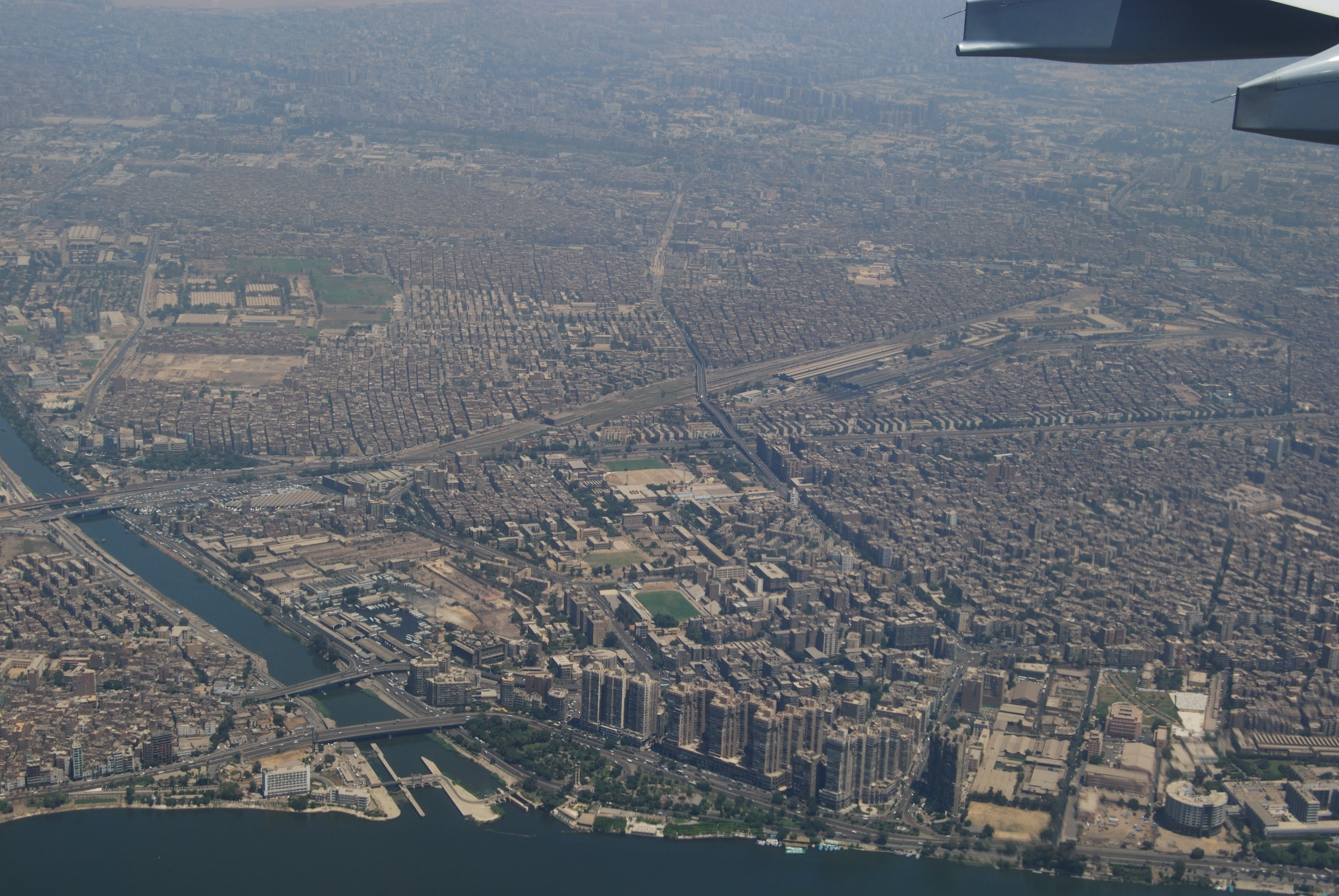
Cairo phát triển thành một khu vực đại đô thị có dân số trên 20 triệu người,

Đến năm 2005, Mubarak tuyên bố cải cách luật bầu cử tổng thống, mở đường cho bầu cử nhiều ứng cử viên lần đầu tiên kể từ năm 1952. Tuy nhiên, luật mới áp đặt hạn chế đối với ứng cử viên, khiến Mubarak dễ dàng tái đắc cử. Thay đổi hiến pháp năm 2007 cấm chỉ các chính đảng sử dụng tôn giáo làm cơ sở cho hoạt động chính trị, cho phép tổng thống quyền giải tán quốc hội và kết thúc giám sát bầu cử của tư pháp.
Ngày 25 tháng 1 năm 2011, biểu tình đại quy mô bắt đầu nhằm chống lại chính phủ của Mubarak. Đến ngày 11 tháng 2 năm 2011, Mubarak từ chức vào rời Cairo. Quân đội Ai Cập nắm quyền quản lý quốc gia. Sau một cuộc trưng cầu dân ý về hiến pháp, Ai Cập tổ chức bầu cử nghị viện. Mohamed Morsi trở thành tổng thống dân cử vào ngày 24 tháng 6 năm 2012. Hiến pháp mới được phê chuẩn trong một cuộc trưng cầu ý dân vào tháng 12 năm 2012. Ngày 3 tháng 7 năm 2013, sau một làn sóng bất mãn của quần chúng với tính chuyên quyền quá độ của chính phủ Anh em Hồi giáo dưới quyền Morsi, quân đội phế truất Tổng thống Morsi thông qua đảo chính và lập chính phủ lâm thời.
Chính phủ lâm thời Ai Cập do quân đội hậu thuẫn sau đó đàn áp Anh em Hồi giáo và các ủng hộ viên của họ, sát hại hàng trăm người biểu tình đường phố vào tháng 8 năm 2013. Ngày 18 tháng 1 năm 2014, chính phủ lâm thời thiết lập hiến pháp mới sau một cuộc trưng cầu dân ý Ngày 26 tháng 3 năm 2014, người lãnh đạo Các lực lượng vũ trang Ai Cập là Abdel Fattah el-Sisi từ chức trong quân đội và tuyên bố tranh cử tổng thống. Abdel Fattah el-Sisi chiến thắng với cách biệt lớn, và tuyên thệ nhậm chức tổng thống vào ngày 8 tháng 6 năm 2014. Anh em Hồi giáo và một số nhóm hoạt động tư do và thế tục tẩy chay bỏ phiếu.
El-Sisi tái đắc cử vào năm 2018, không vấp phải sự phản đối nghiêm trọng nào. Năm 2019, một loạt sửa đổi hiến pháp đã được quốc hội thông qua, nâng cao hơn nữa quyền lực của Tổng thống và quân đội, tăng nhiệm kỳ tổng thống từ 4 năm lên 6 năm và cho phép El-Sisi tranh cử hai nhiệm kỳ khác. Các đề xuất đã được thông qua trong một cuộc trưng cầu dân ý.
Tranh chấp giữa Ai Cập và Ethiopia về Đập Đại Phục hưng Ethiopia leo thang vào năm 2020. Ai Cập coi con đập là một mối đe dọa hiện hữu, lo ngại rằng con đập sẽ làm giảm lượng nước mà nó nhận được từ sông Nile.

## Địa lý

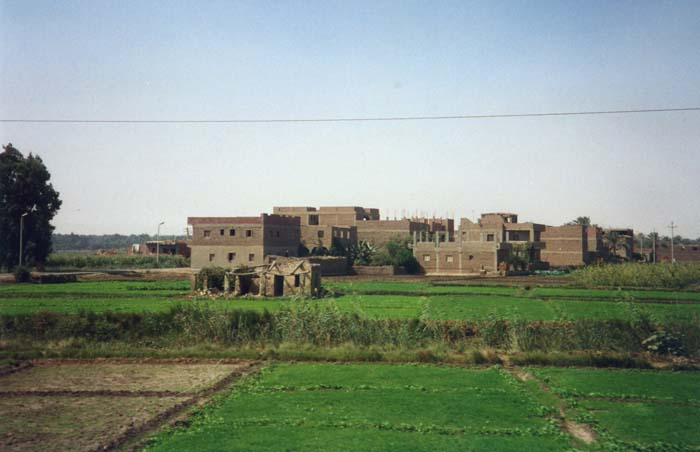
Miền quê Ai Cập, phía nam Cairo.

Ai Cập có biên giới với Li bi ở phía tây, Sudan ở phía nam, với Israel ở đông bắc. Vai trò địa chính trị quan trọng của Ai Cập xuất phát từ vị trí chiến lược của Ai Cập: là một quốc gia liên lục địa ở cả châu Á và châu Phi, họ sở hữu một cầu nối lục địa (Eo đất Suez) giữa Châu Phi và Châu Á, và một cầu nối đường thủy (Kênh Suez) nối giữa Biển Địa Trung Hải và Ấn Độ Dương thông qua Biển Đỏ.
Các thành phố và thị trấn gồm Alexandria, một trong những thành phố cổ vĩ đại nhất, Aswan, Asyut, Cairo, thủ đô Ai Cập hiện đại, El-Mahalla El-Kubra, Giza, nơi có Kim tự tháp Khufu, Hurghada, Luxor, Kom Ombo, Port Safaga, Port Said, Sharm el Sheikh, Shubra-El-Khema, Suez,nơi có Kênh Suez, Zagazig, và Al-Minya.
Các sa mạc: Ai Cập chiếm một phần Sa mạc Sahara và Sa mạc Libya. Các sa mạc này được coi là "vùng đất đỏ" trong thời Ai Cập cổ đại, và nó bảo vệ Vương quốc của các Pharaohs tránh khỏi các mối đe dọa từ phía tây.
Ốc đảo gồm: Ốc đảo Bahariya, Ốc đảo Dakhleh, Ốc đảo Farafra, Ốc đảo Kharga, Ốc đảo Siwa. Một ốc đảo là một vùng đất xanh tươi và màu mỡ ở giữa sa mạc.
Năm 2017, theo thỏa thuận điều chỉnh biên giới trên biển được Ai Cập và Ả Rập Saudi ký kết hồi tháng 4 năm 2016 nhân chuyến thăm Cairo của Quốc vương Salman của Ả Rập Xê Út. Chính quyền Cairo nhất trí chuyển giao chủ quyền hai đảo Tiran và Sanafir trên biển Đỏ cho Ả Rập Xê Út dù người dân không đồng tình. Ai Cập khẳng định hai hòn đảo Tiran và Sanafir thuộc chủ quyền của Ả Rập Xê Út và do Ai Cập kiểm soát khi trước đó Ả Rập Xê Út đã đề nghị Ai Cập bảo vệ những đảo này trong những năm 1950.

## Chính trị

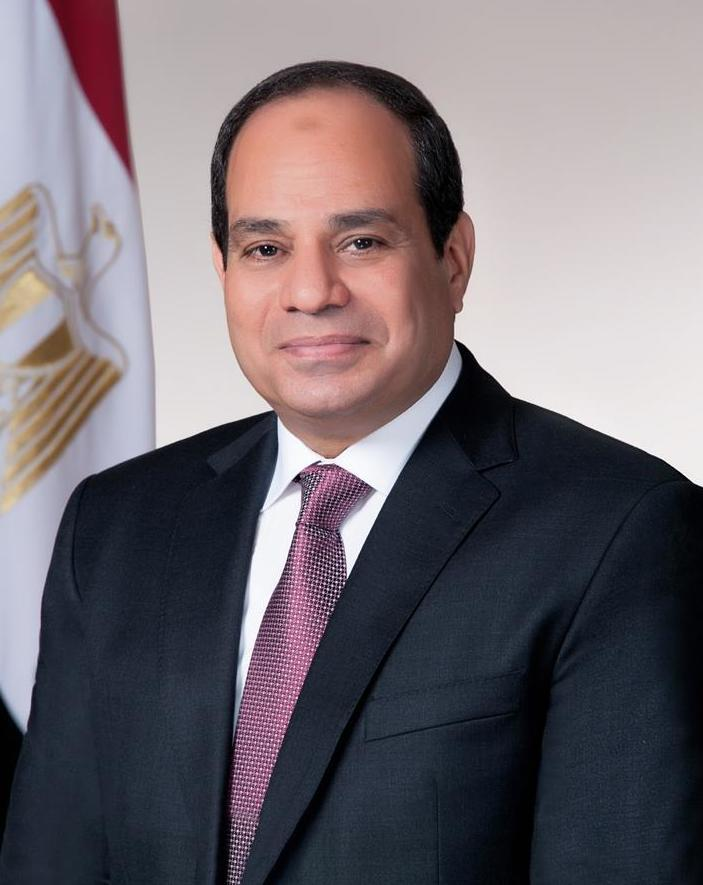
Abdel Fattah el-Sisi là tổng thống Ai Cập từ năm 2014.

Ai Cập là một nước cộng hòa bán tổng thống chế trên danh nghĩa, nhưng trên thực tế tổng thống là người nắm giữ toàn quyền trong một nhà nước chuyên chế. Tổng thống là nguyên thủ quốc gia và tổng tư lệnh Lực lượng Vũ trang Ai Cập. Abdel Fattah el-Sisi là tổng thống đương nhiệm, nhậm chức vào tháng 6 năm 2014 sau khi tiến hành đảo chính lật đổ người tiền nhiệm Mohamed Morsi vào năm 2013.
Cuối tháng 2 năm 2005, Mubarak thông báo trên một chương trình truyền hình rằng ông đã ra lệnh cải tổ luật bầu cử tổng thống của đất nước, dọn đường cho những cuộc bầu cử đa ứng cử viên trong tương lai. Lần đầu tiên kể từ phong trào năm 1952, dân chúng Ai Cập có cơ hội thực sự để bầu ra một nhà lãnh đạo từ một danh sách ứng cử viên. Tổng thống nói rằng ý định này của ông xuất phát từ "nhận thức đầy đủ của tôi về sự cần thiết phải củng cố những nỗ lực để tăng cường hơn nữa tự do và dân chủ." Tuy nhiên, luật mới đặt ra những hạn chế khắc nghiệt đối với người muốn ra tranh cử, và đã được toan tính trước nhằm ngăn chặn các ứng cử viên đã rất nổi tiếng như Ayman Nour không thể ra tranh cử chống lại Mubarak, và dọn đường để ông dễ dàng được tái tranh cử.
Những lo ngại một lần nữa lại dấy lên sau cuộc bầu cử năm 2005 về sự can thiệp của chính phủ vào quá trình bầu cử thông qua việc gian lận và lừa gạt. Hơn nữa, bạo lực do những người ủng hộ Mubarak tiến hành chống lại những người đối lập và sự tàn bạo của cảnh sát đã xảy ra trong quá trình bầu cử. Điều này đặt ra nghi vấn về cam kết mà chính phủ đã loan báo về một quá trình dân chủ.
Vì vậy, đa số người dân Ai Cập vẫn còn hoài nghi về quá trình dân chủ hóa và vai trò của các cuộc bầu cử. Một tỷ lệ rất nhỏ những người đủ tư cách bầu cử trên thực tế đã bị gạt ra khỏi danh sách cuộc bầu cử năm 2005. Tuy nhiên, báo chí đã cho thấy họ ngày càng tự do hơn trong việc chỉ trích tổng thống, và những kết quả của cuộc bầu cử nghị viện gần đây cho thấy những đảng Hồi giáo như đảng hiện bị cấm Anh Em Hồi giáo đã thắng nhiều ghế, việc này chứng tỏ một sự thay đổi thật sự đang diễn ra.

### Quan hệ ngoại giao
Trụ sở thường trực của Liên đoàn Ả rập đóng tại Cairo. Tổng thư ký Liên đoàn từ lâu theo truyền thống đều là người Ai Cập. Cựu Bộ trưởng ngoại giao Ai Cập Amr Moussa hiện là Tổng thư ký Liên đoàn Ả rập. Liên đoàn Ả rập đã rời khỏi Ai Cập sang Siry trong một giai đoạn ngắn năm 1978 để phản đối hiệp ước hòa bình của Ai Cập với Israel nhưng đã quay trở lại năm 1989.
Hoa Kỳ là một đối tác quan trọng của Ai Cập, cung cấp 1,3 tỷ đô la Mỹ viện trợ quân sự mỗi năm cho Ai Cập tính đến năm 2015. Năm 1989, Ai Cập được Hoa Kỳ công nhận là một đồng minh không thuộc NATO. Sau cuộc đảo chính năm 2013, quan hệ giữa Hoa Kỳ và Ai Cập xấu đi sau khi chính quyền bắt đầu đàn áp Anh em Hồi giáo và chính quyền Obama đình chỉ tập trận chung. Quan hệ trở nên tốt lại dưới thời Donald Trump; năm 2017, Tổng thống Ai Cập Abdel Fattah el-Sisi thăm Hoa Kỳ, chuyến thăm đầu tiên của một tổng thống Ai Cập trong tám năm.
Ai Cập là nước Ả rập đầu tiên thiết lập quan hệ ngoại giao với Israel, sau khi ký kết Hiệp ước hòa bình Ai Cập-Israel theo Thỏa thuận trại David. Ai Cập có ảnh hưởng lớn đối với các quốc gia Ả rập, và từ lâu đã đóng một vai trò quan trọng làm người hòa giải các tranh chấp giữa các nước Ả Rập, và tranh chấp Israel-Palestine. Đa số các quốc gia Ả rập vẫn tin tưởng Ai Cập trong vai trò này, dù ảnh hưởng của nó thường bị hạn chế.
Một tranh chấp lãnh thổ với Sudan về vùng được gọi là Tam giác Hala'ib, khiến quan hệ ngoại giao giữa hai nước vẫn còn nhiều trở ngại.

### Quân đội

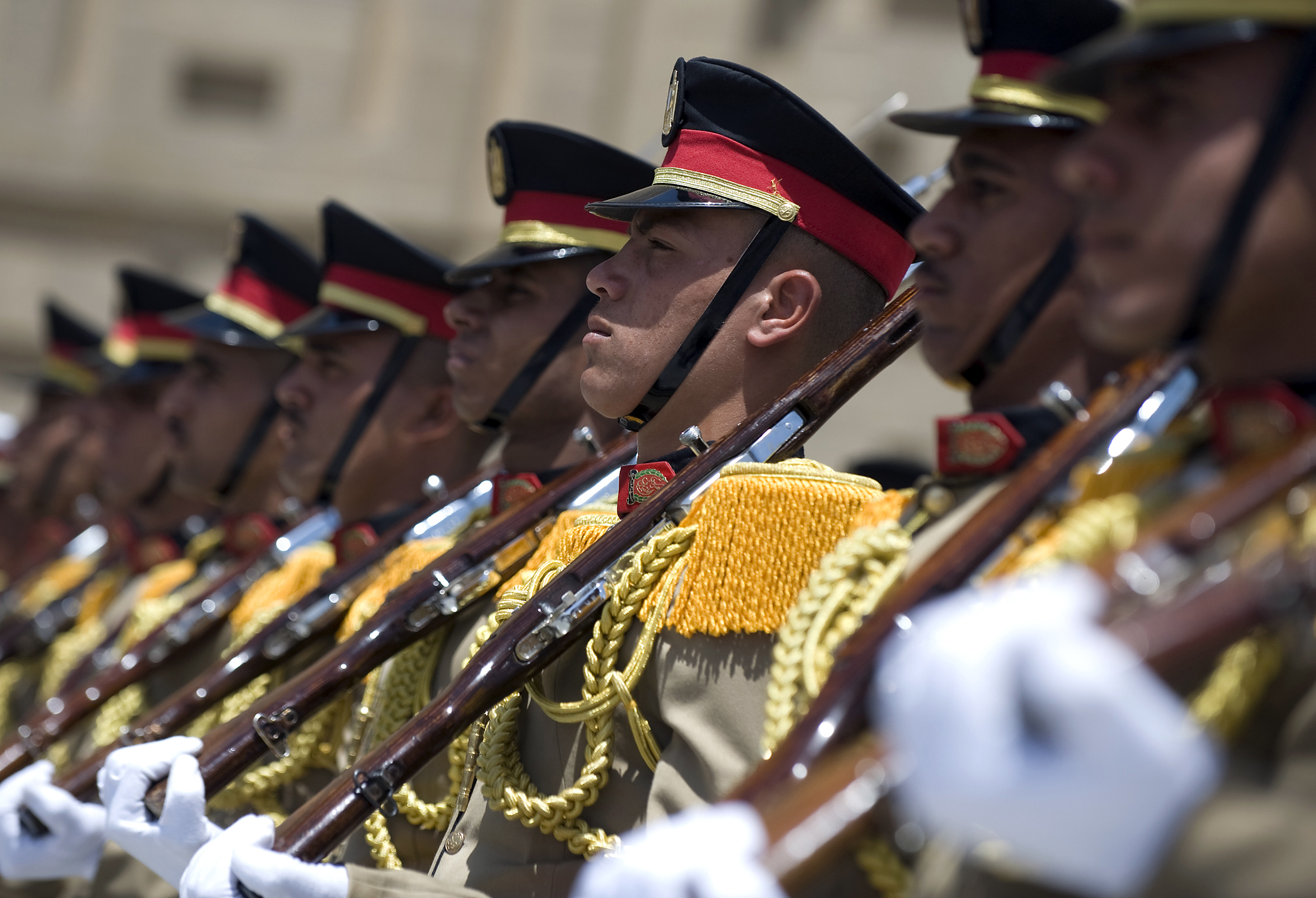
Đội danh dự Ai Cập

Lực lượng Vũ trang Ai Cập là lực lượng vũ trang chính quy của Ai Cập, gồm các quân chủng Lục quân, Hải quân, Không quân và Lực lượng Phòng không dưới sự quản lý của tổng tham mưu trưởng. Tổng hành dinh của Lực lượng Vũ trang AI Cập là Trung tâm chỉ huy chiến lược nhà nước, thường được gọi là Lầu Tám Góc, tại Thủ đô hành chính mới. Lực lượng Vũ trang chủ yếu phụ trách các nhiệm vụ quốc phòng nhưng cũng có vai trò đối nội trong việc hỗ trợ cảnh sát bảo vệ cơ sở hạ tầng quan trọng trong trường hợp khẩn cấp và chống khủng bố. Ngoài ra, Lực lượng Vũ trang tham gia vào các phái bộ gìn giữ hòa bình ở nước ngoài và các hoạt động tập trận đa quốc gia.
Nghĩa vụ quân sự là bắt buộc đối với đàn ông trong độ tuổi 18–30. Thời hạn thực hiện nghĩa vụ quân sự là từ 14 đến 36 tháng tùy theo trình độ học vấn. Người hoàn thành nghĩa vụ quân sự được đăng ký vào ngạch dự bị trong thời hạn chín năm. Đàn ông đủ 16 tuổi trở lên và phụ nữ đủ 17 tuổi trở lên có thể tình nguyện nhập ngũ.

### Phân cấp hành chính

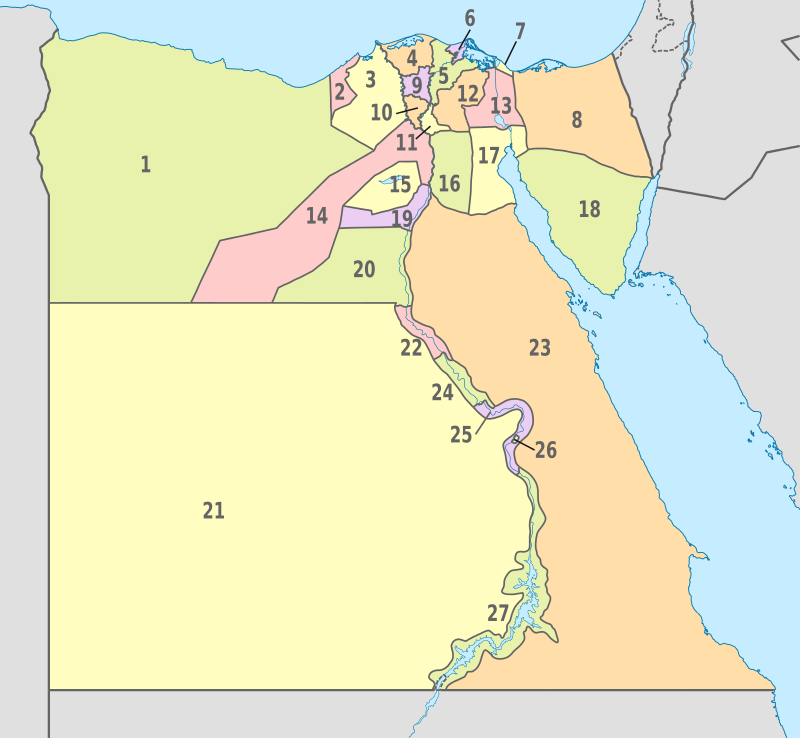
Tỉnh của Ai Cập1. Matrouh 2. Alexandria 3. Beheira 4. Kafr El Sheikh 5. Dakahlia 6. Damietta 7. Port Said 8. Bắc Sinai 9. Gharbia 10. Monufia 11. Qalyubia 12. Sharqia 13. Ismailia 14. Giza 15. Faiyum 16. Cairo 17. Suez 18. Nam Sinai 19. Beni Suef 20. Minya 21. Thung lũng Mới 22. Asyut 23. Biển Đỏ 24. Sohag 25. Qena 26. Luxor 27. Aswan

Về mặt hành chính, Ai Cập được chia thành 27 tỉnh. Mỗi tỉnh được chia thành các vùng, mỗi vùng được chia thành các thị trấn, làng. Tỉnh lỵ của mỗi tỉnh đôi khi có cùng tên với tỉnh.

## Kinh tế

GDP bình quân đầu người của Ai Cập, 1820–2018.

Nền kinh tế của Ai Cập là nền kinh tế lớn thứ hai tại châu Phi và có GDP lớn thứ 42 trên thế giới tính đến năm 2025. Ai Cập là một nền kinh tế đang nổi lên và tham gia vào các tổ chức quốc tế như Liên minh châu Phi, Liên đoàn Ả Rập, BRICS và Khu vực tự do thương mại châu Phi. Từ đầu thập niên 2000, Ai Cập đã tiến hành cải cách tài chính, tiền tệ, tư nhân hóa và khuyến khích đầu tư nước ngoài, góp phần làm ổn định kinh tế vĩ mô và giảm tỷ lệ thất nghiệp, đói nghèo.
Đập Aswan được hoàn thành năm 1971 và Hồ Nasser được hình thành từ đó đã thay đổi vị trí của dòng sông Nile lâu đời đối với nông nghiệp và sinh thái Ai Cập. Với một dân số tăng trưởng nhanh chóng (đông nhất thế giới Ả rập), hạn chế về đất canh tác, và sự phụ thuộc vào sông Nile khiến các nguồn tài nguyên và kinh tế nước này phải chịu nhiều sức ép lớn.
Chính phủ đã gắng sức đẩy mạnh phát triển kinh tế trong thiên niên kỷ mới thông qua cải cách kinh tế và đầu tư ồ ạt vào viễn thông và hạ tầng cơ sở, đa số nguồn tài chính có được từ viện trợ nước ngoài của Hoa Kỳ (từ 1979, khoảng $2.2 tỷ mỗi năm). Ai Cập là nước nhận viện trợ lớn thứ ba của Hoa Kỳ từ sau chiến tranh Iraq. Các điều kiện kinh tế đang bắt đầu được cải thiện nhiều sau một giai đoạn trì trệ nhờ việc tự do hóa các chính sách kinh tế của chính phủ, cũng như tăng nguồn thu từ du lịch và sự bùng nổ của thị trường chứng khoán. Trong bản báo cáo hàng năm của mình, IMF đã xếp hạng Ai Cập là một trong những nước dẫn đầu thế giới về thực hiện cải cách kinh tế.

### Du lịch

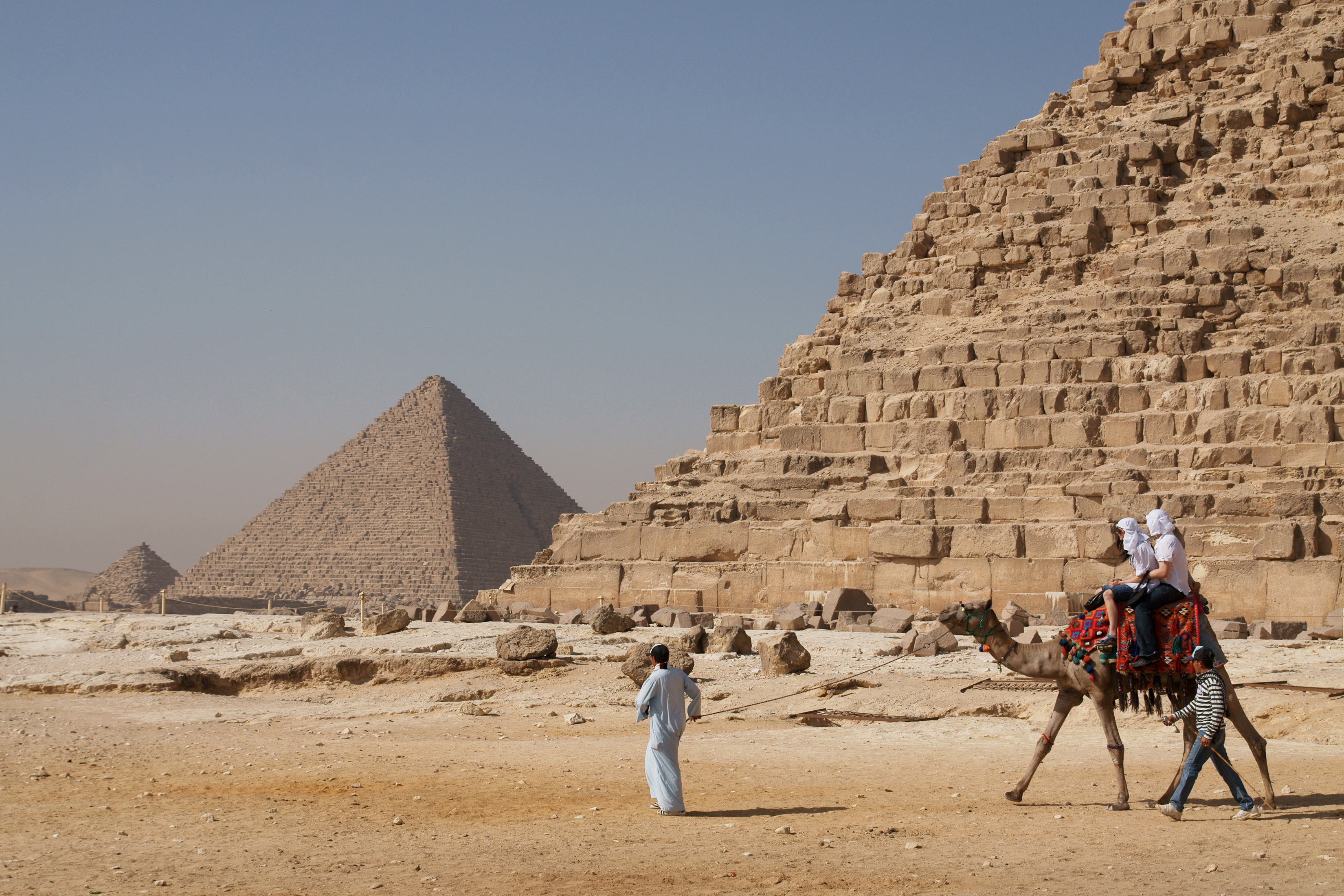
Du khách cưỡi lạc đà trước Kim tư tháp Khafre. Quần thể kim tự tháp Giza là một trong những điểm du lịch chính của Ai Cập.

Du lịch là một trong những ngành quan trọng nhất trong nền kinh tế Ai Cập. Năm 2024, số lượng du khách tại Ai Cập đạt mức kỷ lục 15,7 triệu người, vượt mức 14,9 triệu du khách vào năm 2023, và ngành du lịch đóng góp tổng cộng 14,1 tỷ đô la Mỹ vào nền kinh tế.

## Nhân khẩu

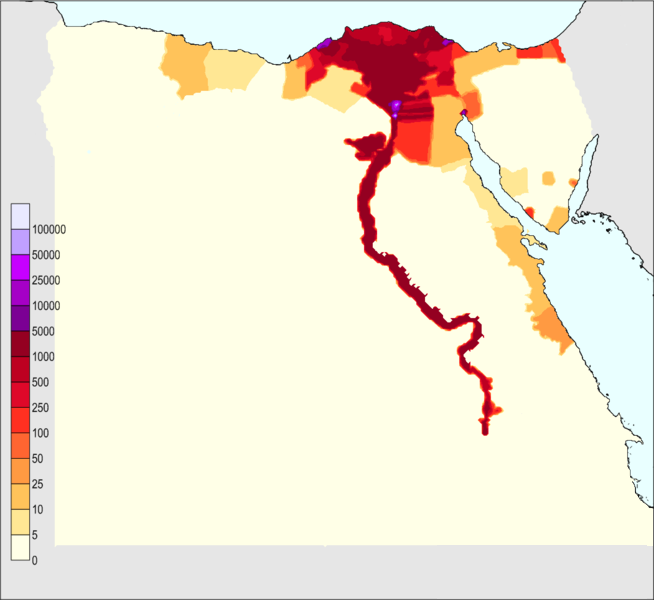
Mật độ dân số của Ai Cập (người/km^{2})

Ai Cập là quốc gia đông dân nhất trong thế giới Ả Rập và quốc gia đông dân thứ ba tại châu Phi với dân số khoảng 95 triệu người tính đến  năm 2017. Dân số của Ai Cập tăng trưởng nhanh chóng từ năm 1970 đến năm 2010 nhờ tiến bộ y học và tăng năng suất nông nghiệp do Cách mạng xanh. Khi Napoléon Bonaparte xâm lược Ai Cập vào năm 1798, dân số của Ai Cập ước tính là 3 triệu người. Hầu hết dân số tập trung tại hai bờ sông Nin, một khu vực với diện tích khoảng 40.000 kilômét vuông (15.000 dặm vuông Anh) và là nơi duy nhất có đất canh tác. Sa mạc Sahara chiếm phần lớn diện tích của Ai Cập và có ít dân cư. 43% dân số sinh sống tại các khu vực thành thị, chủ yếu tại vùng đô thị Cairo, Alexandria và những thành phố lớn khác ở châu thổ sông Nin.
Từ thời cổ đại, đặc biệt trước khi Thượng và Hạ Ai Cập thống nhất, những ảnh hưởng từ Bắc Phi và Địa Trung Hải đã trở thành thống trị ở phía bắc, trong khi người Ai Cập ở phía Nam vẫn giữ quan hệ với người Nubians và Ethiopians. Dù có những khác biệt đó, người Ai Cập hiện đại đang ngày càng có quan hệ gần gũi hơn với nhau và đều là con cháu của xã hội Ai Cập cổ, luôn gắn với nông nghiệp và đông đúc so với các vùng xung quanh.

### Ngôn ngữ
Tiếng Ả Rập chuẩn là ngôn ngữ chính thức của Ai Cập.

### Dân tộc
99,7% dân số của Ai Cập là người Ai Cập. Các nhóm dân tộc thiểu số ở Ai Cập gồm một lượng nhỏ bộ tộc Ả rập Bedouin sống ở phía đông và phía tây sa mạc và Bán đảo Sinai, người Siwis ở Ốc đảo Siwa nói ngôn ngữ Berber và các cộng đồng Nubian cổ tụ tập dọc theo sông Nile vùng cực nam Ai Cập. Ai Cập cũng có khoảng 90.000 người tị nạn, đa số là 70.000 người tị nạn Palestine và 20.000 người tị nạn Sudan. Một cộng đồng Do Thái từng rất mạnh mẽ đã hoàn toàn biến mất, hiện chỉ còn một số lượng nhỏ ở lại Ai Cập và những người chỉ tới đó vào các dịp lễ hội tôn giáo. Nhiều địa điểm khảo cổ học và lịch sử quan trọng của Do Thái hiện vẫn còn tại đó.

### Tôn giáo
| Tôn giáo tại Ai Cập. | Tôn giáo tại Ai Cập. | Tôn giáo tại Ai Cập. | Tôn giáo tại Ai Cập. | Tôn giáo tại Ai Cập. |
| -------------------- | -------------------- | -------------------- | -------------------- | -------------------- |
| Tôn giáo             | Tôn giáo             |                      | Tỷ lệ                | Tỷ lệ                |
| Hồi giáo             | Hồi giáo             |                      | 90%                  | 90%                  |
| Chính thống giáo     | Chính thống giáo     |                      | 9%                   | 9%                   |
| Khác                 | Khác                 |                      | 1%                   | 1%                   |

Hồi giáo là quốc giáo của Ai Cập. Ai Cập có dân số Hồi giáo lớn nhất trong thế giới Ả Rập và dân số Hồi giáo lớn thứ sáu trên thế giới, chiếm 5% tổng dân số Hồi giáo toàn cầu. Ai Cập cũng có dân số Kitô giáo lớn nhất tại Trung Đông và Bắc Phi. Không có số liệu chính thức về thành phần tôn giáo của Ai Cập vì tôn giáo là một vấn đề nhạy cảm chính trị xã hội tại Ai Cập. Ước tính 85–90% dân số theo Hồi giáo, 10–15% theo Giáo hội Chính thống giáo Copt và 1% theo những hệ phái Kitô giáo khác; những nguồn khác ước tính 15–20% dân số theo Kitô giáo.
Không có số liệu chính xác về tỷ lệ người vô thần và theo thuyết bất khả tri tại Ai Cập vì việc công khai điều này đồng nghĩa với việc bị trừng phạt. Năm 2000, một nhà văn Ai Cập vô thần công khai, kêu gọi thành lập một hiệp hội những người vô thần ở Ai Cập, bị kết tội lăng mạ Hồi giáo và những ngôn sứ của Hồi giáo trong bốn cuốn sách của ông.
Trường phái Hanafi của Hồi giáo Sunni được nhà nước tổ chức rộng rãi thông qua Bộ Tài sản tôn giáo. Bộ Tài sản tôn giáo kiểm soát mọi thánh đường và quản lý mọi tu sĩ Hồi giáo. Các Imam được đào tạo trong những trường hướng nghiệp Imam và tại Đại học Al Azhar. Ủy ban này ủng hộ Hồi giáo Sunni và có nhiệm vụ đưa ra những lời phán quyết fatwa về các vấn đề. Ai Cập có hai thể chế tôn giáo chính. Đại học Al Azhar là thể chế Hồi giáo cổ nhất và là viện nghiên cứu cấp cao nhất, được thành lập vào khoảng năm 970). Ai Cập cũng có nhiều di sản Kitô giáo với sự hiện diện của Giáo hội Chính thống giáo Copt do Thượng phụ thành Alexandria lãnh đạo, với khoảng từ 12 tới 20 triệu tín đồ trên khắp thế giới (Một trong những Nhà thờ Chính thống giáo Copt là Nhà thờ Thánh Takla Haimanot tại Alexandria).
Bahá'í giáo ở Ai Cập với số người theo khoảng vài trăm nghìn, nhưng các thể chế và hoạt động cộng đồng của họ bị cấm ngặt; họ cũng không được phép có chứng minh thư. Tháng 4 năm 2006, một tòa án đã công nhận Bahá'í giáo nhưng chính phủ đã quyết định tái thẩm lại trường hợp đó. Một thành viên nghị viện, Gamal Akl của tổ chức Anh em Hồi giáo, đã nói Bahá'ís là những người vô đạo và phải bị giết trên mảnh đất mà họ đã quyết định thay đổi tôn giáo của mình.

### Giáo dục

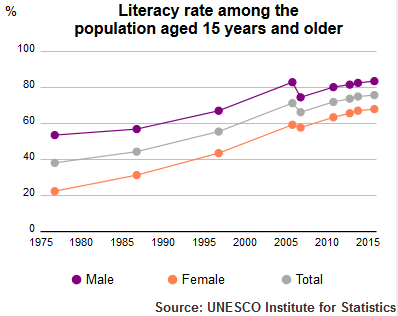
Tỷ lệ người biết chữ từ 15 tuổi trở lên của Ai Cập

Năm 2022, tỷ lệ người biết chữ của Ai Cập đạt 74,5%, tăng từ 71,1% vào năm 2017, trong đó tỷ lệ người biết chữ trong độ tuổi 15-24 đạt 92,2%.

### Y tế

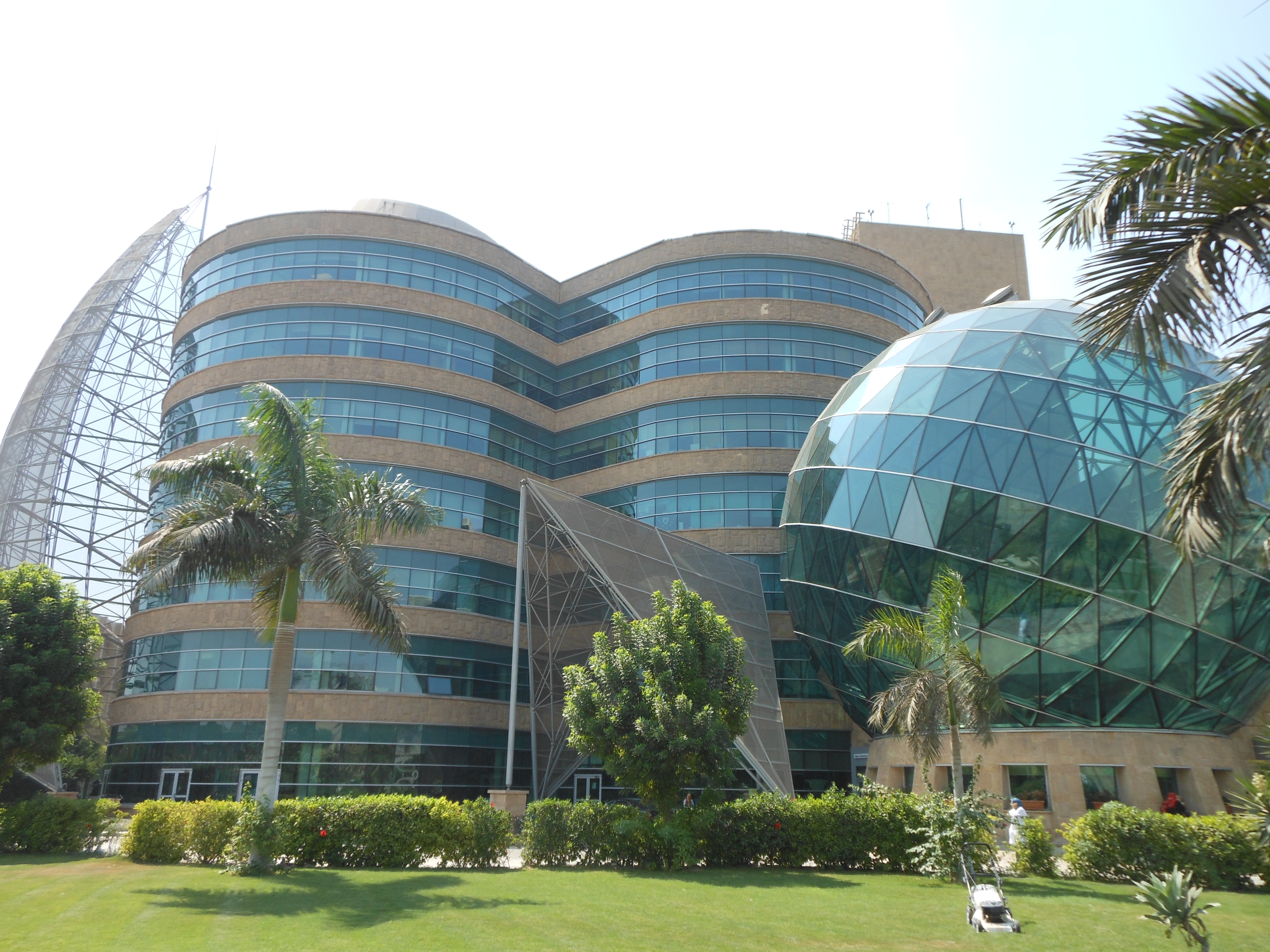
Bệnh viện Ung thư Nhi đồng AI Cập

Năm 2024, tuổi thọ trung bình của Ai Cập là 75 tuổi, 73,8 tuổi đối với nam và 76,2 tuổi đối với nữ. Tỷ lệ tử vong trẻ sơ sinh đã giảm mạnh từ 101–132/1.000 trẻ đẻ sống vào thập niên in 1970s 1980s xuống 16–18/1.000 trẻ đẻ sống vào năm 2024.
Năm 2008, Tổ chức Y tế Thế giới ước tính 91,1% phụ nữ Ai Cập từ 15 đến 49 tuổi đã bị cắt âm vật. Năm 2014, tỷ lệ phụ nữ cắt âm vật trong độ tuổi 1–14 giảm xuống 10,4% tại các khu vực thành thị và 15,9% tại các vùng nông thôn so với 87,2% phụ nữ trong độ tuổi 15–49 nhờ các biện pháp chính phủ, luật mới, các chiến dịch vận động truyên truyền và tăng cường thi hành pháp luật. Từ năm 2016, người thực hiện cắt âm vật có thể bị phạt tù đến 15 năm và người giám hộ cho phép cắt âm vật có thể bị phạt tù đến 3 năm.

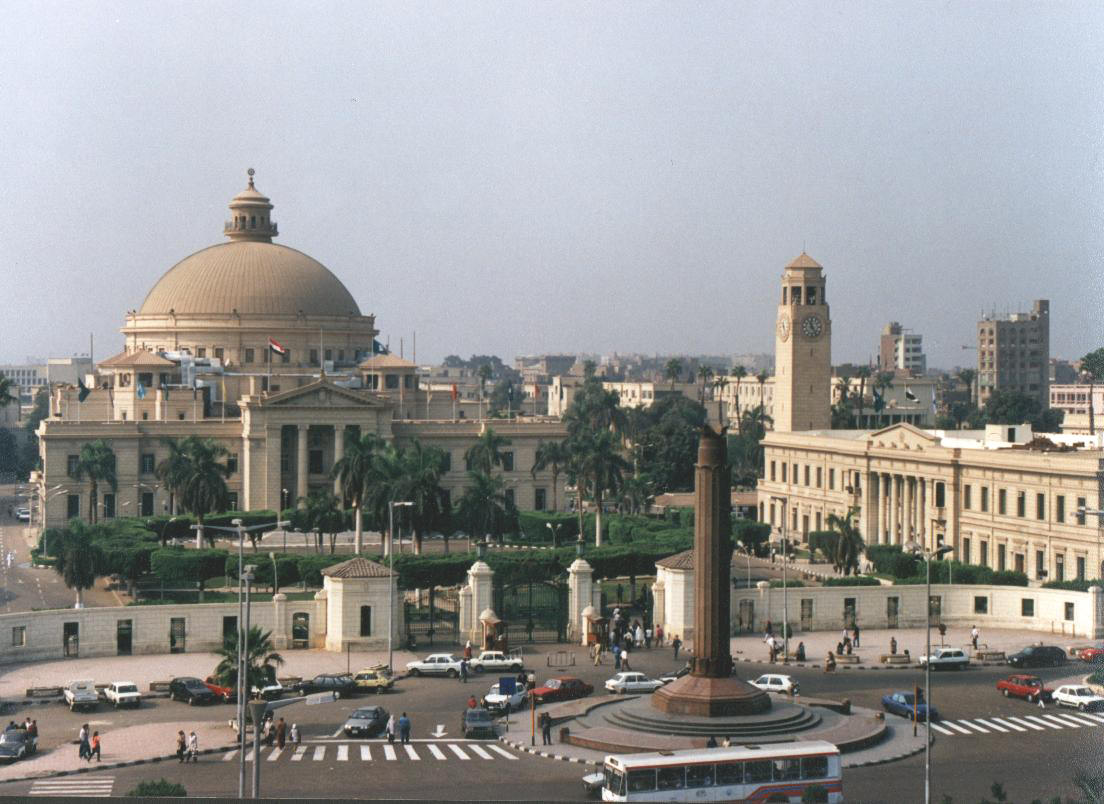
Đại học Cairo

## Văn hoá

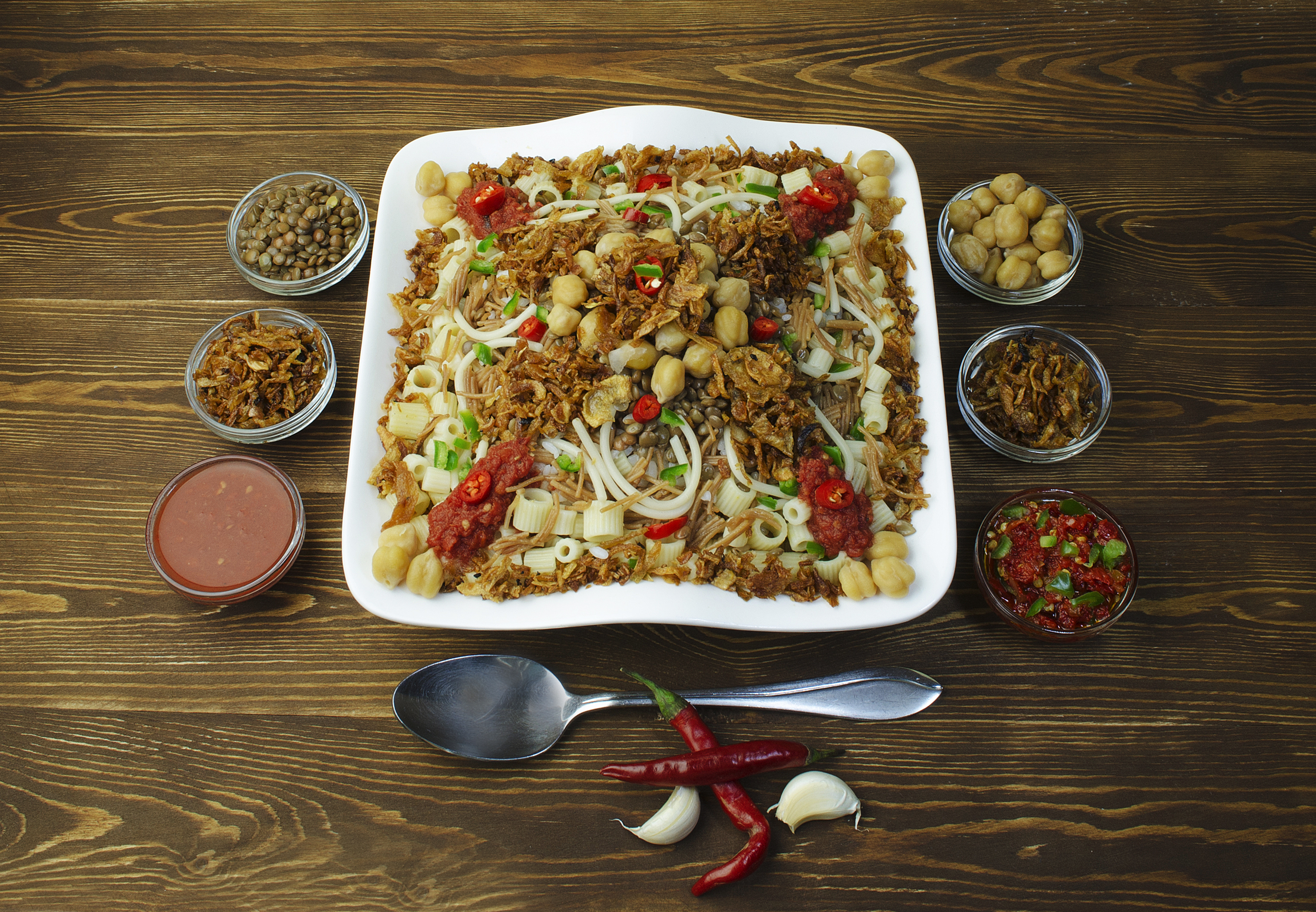
Ẩm thực Ai Cập

Thủ đô Cairo của Ai Cập là thành phố lớn nhất châu Phi và từ nhiều thế kỷ đã là một trung tâm học thuật, văn hóa và thương mại. Viện hàn lâm ngôn ngữ Ả rập của Ai Cập chịu trách nhiệm chỉnh lý tiếng Ả Rập trên khắp thế giới.
Ai Cập có một nền công nghiệp truyền thông và nghệ thuật phát triển từ cuối thế kỷ 19, hiện nay có hơn 30 kênh truyền hình vệ tinh và 100 phim truyện sản xuất hàng năm. Trên thực tế Cairo từ lâu đã được gọi là "Hollywood của phương Đông." Để phát triển hơn nữa ngành truyền thông của mình, đặc biệt với sự cạnh tranh mạnh mẽ từ Các quốc gia Ả rập Vùng Vịnh và Liban, một thành phố điện ảnh lớn đã được xây dựng. Ai Cập là nước Ả rập duy nhất có nhà hát opera.
Một số người Ai Cập nổi tiếng:
- Saad Zaghlul (lãnh đạo cuộc cách mạng hiện đại Ai Cập đầu tiên)
- Gamal Abdel Nasser (cựu tổng thống)
- Anwar Sadat (cựu tổng thống và là người đoạt giải Nobel Hòa bình)
- Boutros Boutros-Ghali (cựu tổng thư ký Liên hiệp quốc)
- Naguib Mahfouz (tác giả đoạt giải Nobel)
- Umm Kulthum (ca sĩ)
- Omar Sharif (diễn viên)
- Ahmed Zewail (nhà hóa học đoạt giải Nobel)
- Mohamed ElBaradei (Lãnh đạo Cơ quan năng lượng nguyên tử quốc tế; đoạt giải Nobel hòa bình năm 2005)
- Mohamed Salah (cầu thủ bóng đá)

Để biết thêm những người khác, xem Danh sách người Ai Cập

### Chính phủ
- Egyptian Government Services Portal Lưu trữ ngày 20 tháng 3 năm 2006 tại Wayback Machine
- Egypt State Information Services
- Egypt Information Portal - available in Arabic and English

### Tin tức
- Al-Ahram Weekly
- AllAfrica – Egypt news
- Egypt Today magazine
- Business Today Egypt magazine

### Khái quát
| Tìm hiểu thêm về Ai Cập tại các dự án liên quan |                                   |
| Tìm kiếm Wiktionary                             | Từ điển từ Wiktionary             |
| Tìm kiếm Commons                                | Tập tin phương tiện từ Commons    |
| Tìm kiếm Wikinews                               | Tin tức từ Wikinews               |
| Tìm kiếm Wikiquote                              | Danh ngôn từ Wikiquote            |
| Tìm kiếm Wikisource                             | Văn kiện từ Wikisource            |
| Tìm kiếm Wikibooks                              | Tủ sách giáo khoa từ Wikibooks    |
| Tìm kiếm Wikiversity                            | Tài nguyên học tập từ Wikiversity |

- Webcams in Egypt Lưu trữ ngày 28 tháng 9 năm 2007 tại Wayback Machine
- Egypt's location on a 3D globe (Java) Lưu trữ ngày 29 tháng 5 năm 2006 tại Wayback Machine
- BBC News Country Profile - Egypt
- CIA World Factbook - Egypt Lưu trữ ngày 17 tháng 5 năm 2006 tại Wayback Machine
- US State Department - Egypt includes Background Notes, Country Study and major reports
- Congressional Research Service (CRS) Reports regarding Egypt Lưu trữ ngày 15 tháng 2 năm 2009 tại Wayback Machine
- Human Rights Watch -Egypt
- Open Directory Project - Egypt Lưu trữ ngày 12 tháng 5 năm 2006 tại Wayback Machine directory category
- Joinafrica.com - Egypt Lưu trữ ngày 16 tháng 5 năm 2006 tại Wayback Machine

### Giáo dục
Xem: Danh sách các trường đại học tại Ai Cập
- Study Destinations in Egypt Lưu trữ ngày 15 tháng 6 năm 2006 tại Wayback Machine
- Supreme Council of Universities Lưu trữ ngày 17 tháng 12 năm 2005 tại Wayback Machine

### Du lịch
Xem: Danh sách các viện bảo tàng tại Ai Cập
- Tour Egypt (Association of Egyptian Travel Businesses)
- Egypt Hotel & Travel Guide
- Journey through Eternal Egypt
- Images from Egypt Lưu trữ ngày 20 tháng 6 năm 2006 tại Wayback Machine

### Khác
- CAIRO - 1001 Years of Islamic Art and Architecture (Video series in four parts) Lưu trữ ngày 7 tháng 1 năm 2007 tại Wayback Machine
- Egypt Maps - Perry-Castañeda Map Collection
- Egypt Photo Galleries Pictures from a visit in tháng 12 năm 2004
- Egypt through the ages..
- Ancient Egyptian History - A comprehensive & consise educational website focusing on the basic and the advanced in all aspects of Ancient Egypt
- Egyptian Mythology Lưu trữ ngày 19 tháng 3 năm 2016 tại Wayback Machine
- Khnumhotep & Niankhkhnum
- Egyptian law Lưu trữ ngày 25 tháng 5 năm 2006 tại Wayback Machine from Jurispedia
- Photographs of Egypt Pictures from a visit in May/tháng 6 năm 2005
- Images of Egypt on Odd-stuff! Lưu trữ ngày 7 tháng 3 năm 2012 tại Wayback Machine